# القمة العربية 1970 (القاهرة)
القمة العربية 1970، وهو مؤتمر القاهرة في عام 1970 الذي عقد بصورة استثنائية في 23 سبتمبر/ أيلول 1970 في القاهرة، على إثر الاشتباكات العنيفة في الأردن بين الجيش العربي ومنظمة التحرير. وقاطعته سوريا والعراق، والجزائر، والمغرب.

## أهم قراراته
كان من أهم قرارات مؤتمر القاهرة الآتي:
- الإنهاء الفوري لجميع العمليات العسكرية من جانب القوات المسلحة الأردنية وقوات المقاومة الفلسطينية.
- السحب السريع لكلا القوتين من عمان، وإرجاعها إلى قواعدها الطبيعية والمناسبة.
- إطلاق المعتقلين من كلا الجانبين.
- تكوين لجنة عليا لمتابعة تطبيق هذا الاتفاق.

وانتهت مشاورات المؤتمر إلى مصالحة كل من ياسر عرفات رئيس منظمة التحرير الفلسطينية والملك حسين.
وخاطب الرئيس جمال عبد الناصر الملك حسين للأفراج عن منفذي الغارات المصرية على ميناء إيلات.